# Forcipomyia lagoenae
Forcipomyia lagoenae är en tvåvingeart som beskrevs av Debenham 1987. Forcipomyia lagoenae ingår i släktet Forcipomyia och familjen svidknott. Inga underarter finns listade i Catalogue of Life.